# M5 (Ungern)

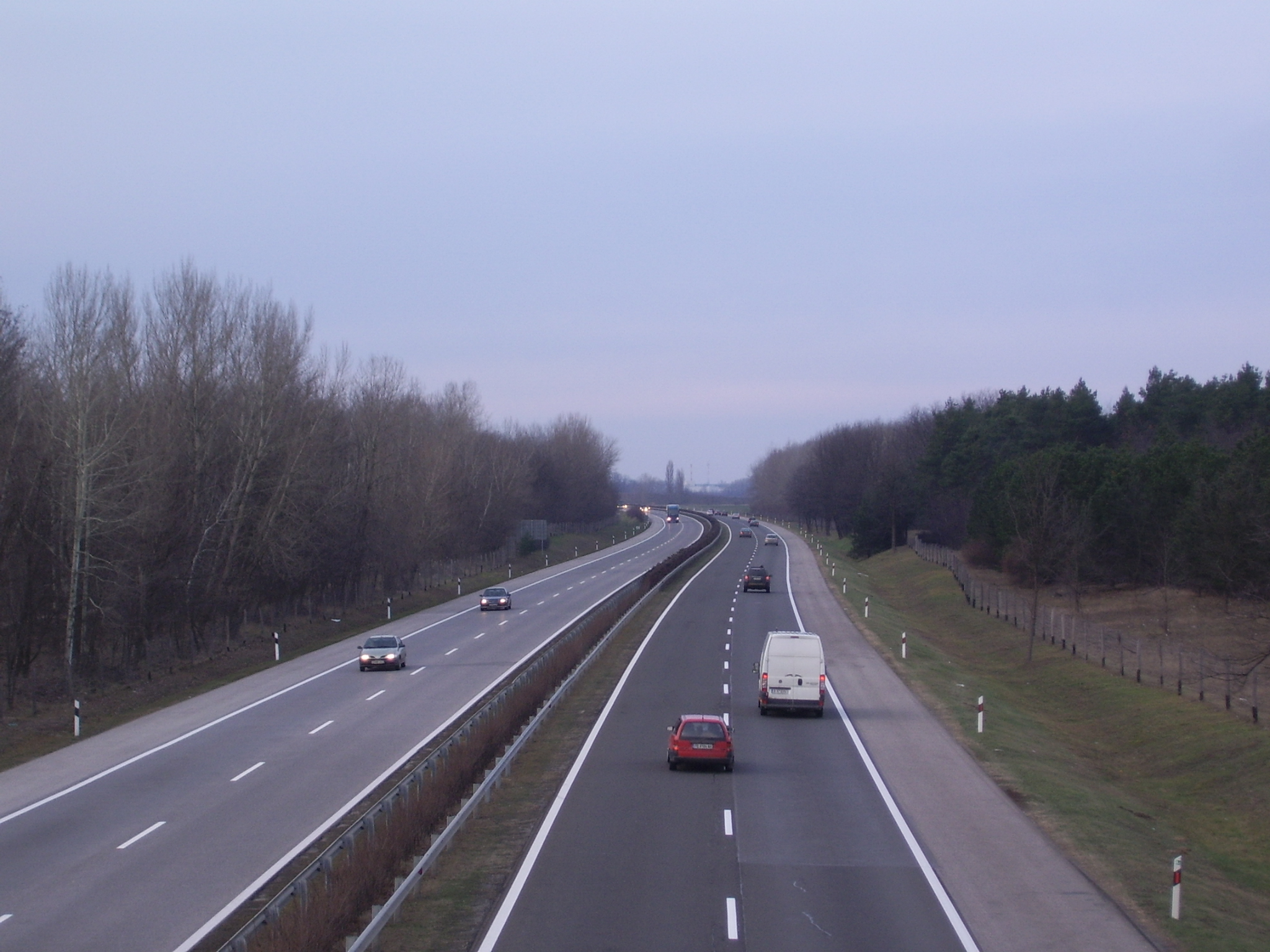
Motorvägen M5 om Hernád.

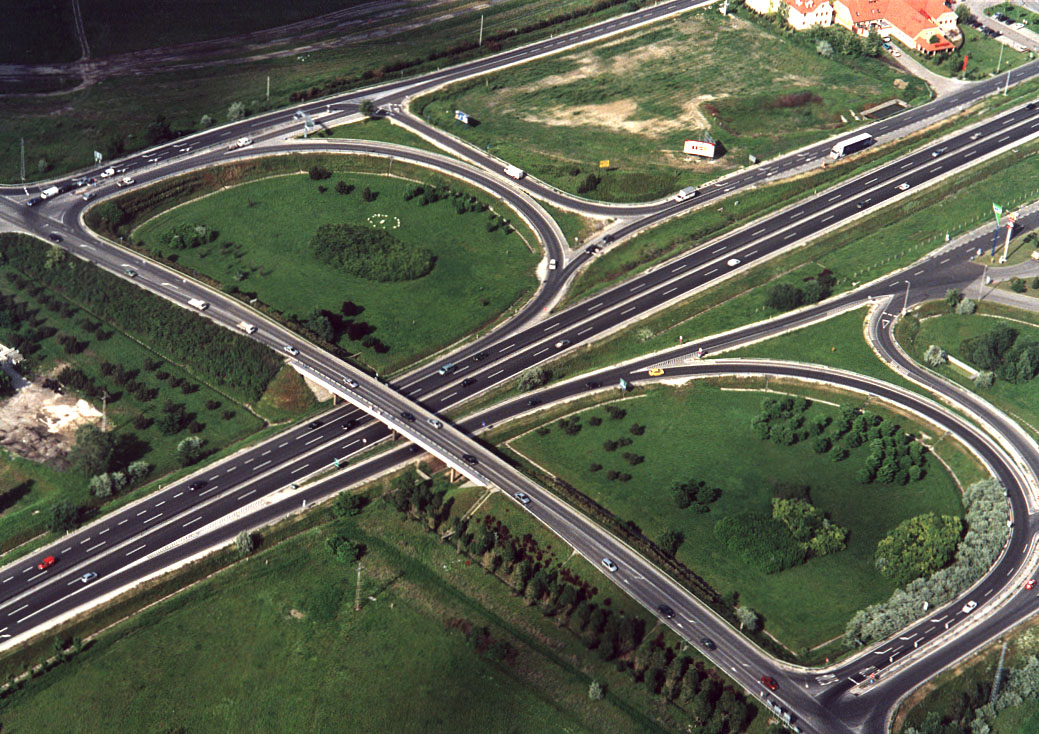
Trafikplats Lajosmizse på motorvägen M5.

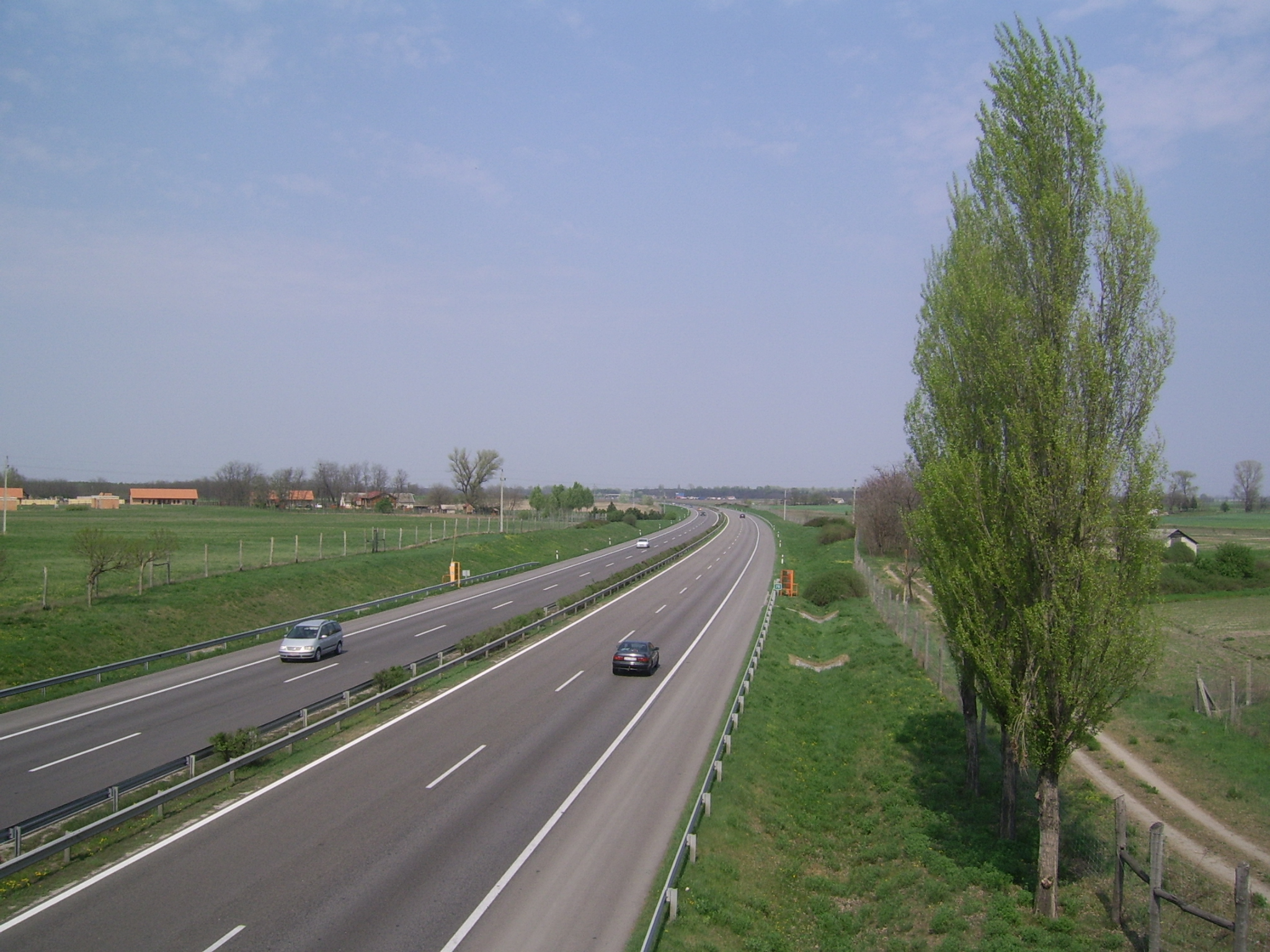
M35 nordväst om Kecskemét.

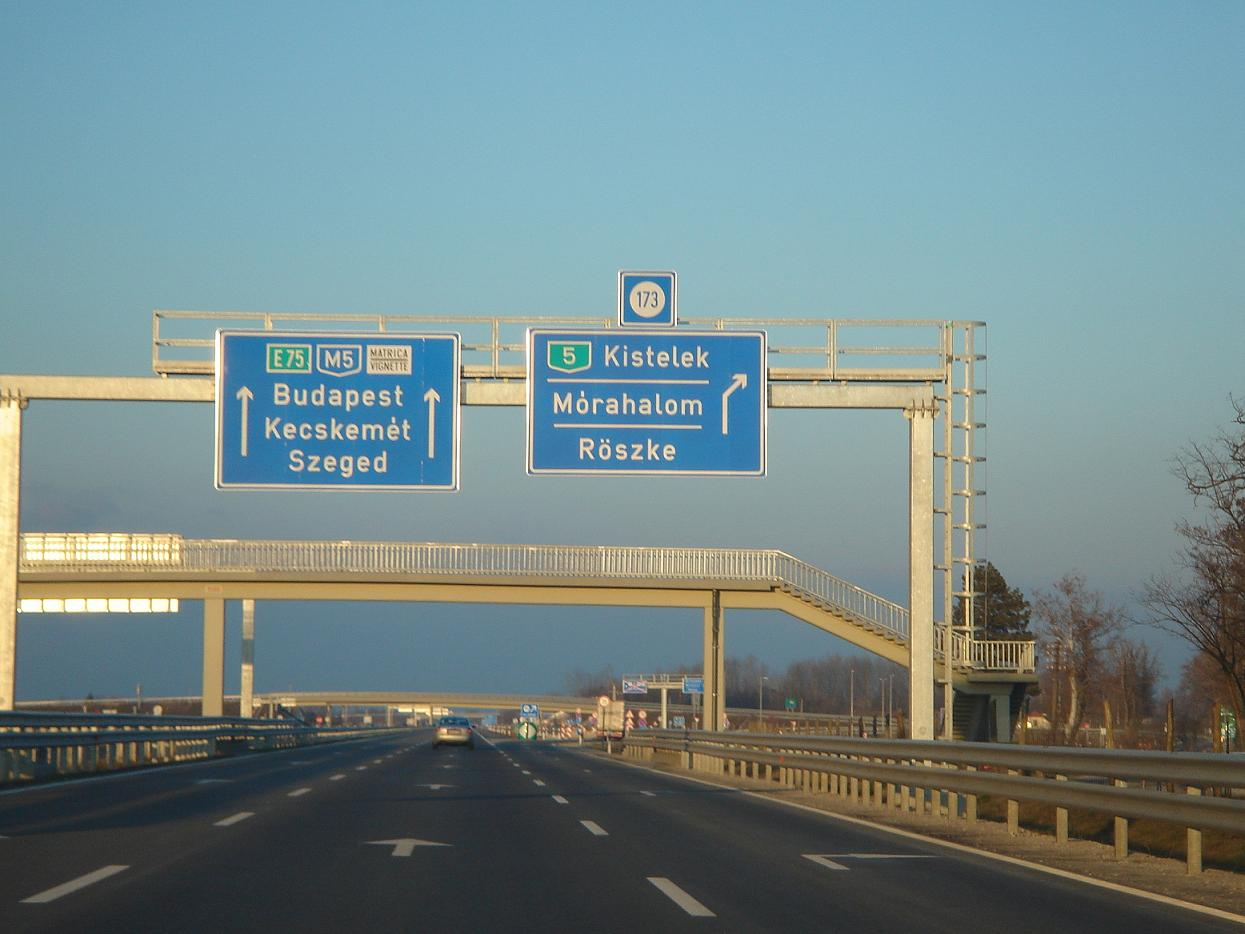
Gräns vid Röszke.

M5 är en motorväg i Ungern som går från Budapest till gränsen till Serbien. Detta är den ungerska delen i motorvägen mellan Budapest och Belgrad och det är motorväg hela vägen mellan städerna. Motorvägen går via Kecskemét och Szeged. Vid Szeged ansluter också motorvägen M43 som går till gränsen till Rumänien.
M5 är en betydande motorväg för internationell trafik i Ungern.

## Europavägsavsnitt
- E 75 Motorvägskorsning M0 - Serbien.

## Trafikplatser
|                | Km                                                                      | Skyltning                                                  |
| -------------- | ----------------------------------------------------------------------- | ---------------------------------------------------------- |
| Trafikplats    | 13                                                                      | Megapark, Tesco                                            |
| Trafikplats    | 14                                                                      | Soroksár / Pestszentlőric                                  |
| Trafikplats    | Bevásárlóközpont - Auchan, IKEA                                         |                                                            |
| Trafikplats    | 17                                                                      | (A)(SK), (HR)(SLO), (HR)                                   |
| Trafikplats    | 22-23                                                                   | Gyál / Alsónémedi                                          |
| Trafikplats    | Motorvägsring runt Budapest (A)(SK), (HR)(SLO), (HR) / (SK), (UA), (RO) |                                                            |
| Trafikplats    | 30                                                                      | Üllő / Ócsa                                                |
| Rastplats      | 35                                                                      | Inárcsi pihenőhely                                         |
| Trafikplats    | Inárcs                                                                  |                                                            |
| Trafikplats    | 44                                                                      | Dabas, Újhartyán / Szolnok, Albertirsa                     |
| Trafikplats    | 53                                                                      | Pusztavacs / Örkény                                        |
| Rastplats      | 54                                                                      | Örkényi pihenőhely                                         |
|                |                                                                         | Pest megye / Bács-Kiskun megye                             |
| Trafikplats    | 67                                                                      | Cegléd, Nagykőrös / Lajosmizse                             |
| Rastplats      | Lajosmizsei pihenőhely                                                  |                                                            |
|                | 71                                                                      | Tengelysúlymérő állomás ( till Budapest)                   |
| Trafikplats    | 74                                                                      | Kecskemét centrum                                          |
| Rastplats      | 76                                                                      | Hetényi pihenőhely                                         |
| Trafikplats    | 81                                                                      | Nagykőrös, Kecskemét északi elkerülő                       |
| Trafikplats    | 86                                                                      | Dunaföldvár / Kecskemét nyugat                             |
| Trafikplats    | 91                                                                      | Soltvadkert / Kecskemét dél, Békéscsaba                    |
| Rastplats      | Kecskeméti pihenőhely                                                   |                                                            |
| Trafikplats    | 109                                                                     | Jakabszállás / Kiskunfélegyháza , Bugac                    |
| Trafikplats    | 114                                                                     | Kiskunfélegyháza dél / Szentes, Csongrád / Kiskunmajsa     |
| Rastplats      | 122                                                                     | Petőfiszállási pihenőhely                                  |
|                |                                                                         | Bács-Kiskun megye / Csongrád-Csanád megye                  |
| Rastplats      | 129                                                                     | Csengelei pihenőhely                                       |
| Trafikplats    | 140                                                                     | Kiskunmajsa / Kistelek, Ópusztaszer                        |
| Trafikplats    | 147                                                                     | Balástya / Forráskút                                       |
| Rastplats      | 151                                                                     | Szatymazi pihenőhely                                       |
| Trafikplats    | 159                                                                     | Arad (RO), Makó, Hódmezővásárhely, Szeged észak            |
| Trafikplats    | 166                                                                     | Szeged nyugat / Baja                                       |
| Rastplats      | 173                                                                     | Röszkei pihenőhely                                         |
| Trafikplats    | Kisszéksós, Mórahalom / Röszke                                          |                                                            |
| Gränsövrergång | 174                                                                     | Gränsövrergång Röszke (H) – Horgoš (SRB) → Serbien Belgrad |